# Whitfieldia orientalis
Whitfieldia orientalis är en akantusväxtart som beskrevs av Vollesen. Whitfieldia orientalis ingår i släktet Whitfieldia och familjen akantusväxter. Inga underarter finns listade i Catalogue of Life.